# 83. ročník udílení Oscarů
Slavnostní ceremoniál 83. ročníku udílení Oscarů se uskutečnil 27. února 2011. Vyhrál film Králova řeč, který také společně s Počátkem získal nejvíce cen – 4. Tři Oscary získal film The Social Network, po dvou Fighter, Toy Story 3: Příběh hraček a Alenka v říši divů. Nejvíce nominací měl film Králova řeč (12).

## Ceny a nominace

### Nejlepší film
- Králova řeč
- 127 hodin
- Černá labuť
- Fighter
- Počátek
- Děcka jsou v pohodě
- The Social Network
- Toy Story 3: Příběh hraček
- Opravdová kuráž
- Do morku kosti

### Nejlepší režie
- Tom Hooper – Králova řeč
- Darren Aronofsky – Černá labuť
- Ethan Coen, Joel Coen – Opravdová kuráž
- David Fincher – The Social Network
- David O. Russell – Fighter

### Nejlepší herec v hlavní roli
- Colin Firth – Králova řeč
- Javier Bardem – Biutiful
- Jeff Bridges – Opravdová kuráž
- Jesse Eisenberg – The Social Network
- James Franco – 127 hodin

### Nejlepší herec ve vedlejší roli
- Christian Bale – Fighter
- John Hawker – Do morku kosti
- Jeremy Renner – Město
- Mark Ruffalo – Děcka jsou v pohodě
- Geoffrey Rush – Králova řeč

### Nejlepší herečka v hlavní roli
- Natalie Portman – Černá labuť
- Annette Bening – Děcka jsou v pohodě
- Nicole Kidman – Králičí nora
- Jennifer Lawrenceová – Do morku kosti
- Michelle Williamsová – Blue Valentine

### Nejlepší herečka ve vedlejší roli
- Melissa Leo – Fighter
- Amy Adams – Fighter
- Helena Bonham Carter – Králova řeč
- Hailee Steinfeld – Opravdová kuráž
- Jacki Weaver – Království zvěrstev

### Nejlepší adaptovaný scénář
- The Social Network – Aaron Sorkin
- 127 hodin – Danny Boyle, Simon Beaufoy
- Toy Story 3: Příběh hraček – Michael Arndt, John Lasseter, Andrew Stanton, Lee Unkrich
- Opravdová kuráž – Joel Coen, Ethan Coen
- Do morku kosti – Debra Granik, Anne Rosellini

### Nejlepší původní scénář
- Králova řeč – David Seidler
- Další rok – Mike Leigh
- Fighter – Scott Silver, Paul Tamasy, Eric Johnson, Keith Dorrington
- Počátek – Christopher Nolan
- Děcka jsou v pohodě – Lisa Cholodenko, Stuart Blumberg

### Nejlepší cizojazyčný film
- Lepší svět (Hævnen, Dánsko)
- Biutiful (Mexiko)
- Špičák (Řecko)
- Požárky (Kanada)
- Mimo zákon (Alžíř)

### Nejlepší animovaný film
- Toy Story 3: Příběh hraček
- Jak vycvičit draka
- Iluzionista

### Nejlepší výprava
- Alenka v říši divů
- Harry Potter a Relikvie smrti – část 1
- Počátek
- Králova řeč
- Opravdová kuráž

### Nejlepší kostýmy
- Alenka v říši divů
- Mé jméno je láska
- Králova řeč
- Bouře
- Opravdová kuráž

### Nejlepší masky
- Vlkodlak
- Barneyho ženy
- Cesta zpět

### Nejlepší kamera
- Počátek – Wally Pfister
- Černá labuť – Matthew Libatique
- Králova řeč – Danny Cohen
- The Social Network – Jeff Cronenweth
- Opravdová kuráž – Roger Deakins

### Nejlepší hudba
- The Social Network – Trent Reznor, Atticus Ross
- 127 hodin – A. R. Rahman
- Jak vycvičit draka – John Powell
- Počátek – Hans Zimmer
- Králova řeč – Alexandre Desplat

### Nejlepší píseň
- Toy Story 3: Příběh hraček (We Belong Together)
- 127 hodin (If I Rise)
- Síla country (Coming Home)
- Na vlásku (I See the Light)

### Nejlepší střih
- The Social Network
- 127 hodin
- Černá labuť
- Fighter
- Králova řeč

### Nejlepší zvuk
- Počátek
- Králova řeč
- Salt
- The Social Network
- Opravdová kuráž

### Nejlepší střih zvuku
- Počátek
- Toy Story 3: Příběh hraček
- Tron: Legacy 3D
- Opravdová kuráž
- Nezastavitelný

### Nejlepší vizuální efekty
- Počátek
- Alenka v říši divů
- Harry Potter a Relikvie smrti – část 1
- Život po životě
- Iron Man 2

### Nejlepší dokument
- Finanční krize
- Exit Through the Gift Shop
- GasLand
- Restrepo
- Umění odpadu